# 下莱茵足球高级联赛
下莱茵足球高级联赛（德語：Fußball-Oberliga Niederrhein，2008年以前称为下莱茵足协联赛，2012年以前称为下莱茵联赛）是由下莱茵足球协会主办的最高级别足球赛事。它也是德国足球高级联赛的组成部分，位处德国足球联赛系统中的第五级。

## 历史
联赛的雏形是1956年由16支球队创建的下莱茵足球协会联赛（Verbandsliga Niederrhein），它取代了双轨制的州级联赛、即此前在下莱茵足球协会辖区内最高级别的业余赛事，并直到1978年都位处德国足球联赛系统的第三级。通常情况下，下莱茵足协联赛的冠军会连同中莱茵足协联赛冠军以及威斯特法伦足协联赛两个赛区的冠军参加升级附加赛，以确定当时西部乙组高级联赛（第二级）的升级名额；自1964年起，附加赛的胜者可升入的第二级赛事为西部地区联赛、自1975年起则是乙级联赛北区。
1978年，北莱茵业余足球高级联赛作为新的第三级联赛成立，它是由下莱茵足协联赛和中莱茵足协联赛的各自的最优秀球队所组成。而下莱茵足协联赛因此滑落至德国联赛系统的第四级。作为回报，升级附加赛亦同时取消，下莱茵冠军可以自动获得升入高级联赛的资格。
在1994年，随着地区联赛作为第三级别被重新引入，下莱茵足协联赛被进一步降至第五级。而在2008年设立丙级联赛的同时，中莱茵足协联赛又被更名为下莱茵联赛（Niederrheinliga），并位处德国联赛系统的第六级。这一时期的下莱茵冠军可以直接升入北威足球联赛，而积分垫底的三支球队则需降入由三个赛区组成的下莱茵州级联赛。
作为2012年地区联赛改革的一部分，原第六级（协会联赛级）的下莱茵联赛自2012-13赛季起将担当第五级高级联赛的职能。连同全新的中莱茵联赛和重新设立的威斯特法伦高级联赛一起，它们将组成在地理范围内变小的西部地区联赛的下级赛事，从而部分替代被撤销的北威联赛。
2011-12赛季由于改革的实施而发生了一些变化。因此在州级联赛层面除了其3支分赛区的冠军外，另外13支排名靠前的球队也获得了直接升入第五级下莱茵高级联赛的资格。原下莱茵联赛的冠军也获得了参加升级附加赛的资格，可与在北威联赛排名第四至第七位的球队竞争升入西部地区联赛的名额。这个幸运儿是克雷，当它战胜了乌丁根05之后，能够从第六级联赛直接跳入第四级。由于下莱茵足协的球队在北威联赛中被切断，以及菲尔森放弃参赛，使得排名第十四和第十五位的球队也可以升入下莱茵高级联赛。州级联赛的规模也从16队增加至18队。而下莱茵高级联赛在初始的2012-13赛季则设有20支参赛球队。

## 创始球队
以下为下莱茵高级联赛（当时称为下莱茵足协联赛）在1956-57赛季的16支创始球队：

| - 埃勒04 - 本拉特 - 绿白菲尔森 - 格列夫拉特 - TURU杜塞尔多夫 - 杜伊斯堡08 - 林特福特 - 霍赫海德 | - 洪贝格SV - 克莱沃 - 杜伊斯堡48/99 - 斯特克拉德06/07 - 奥斯特弗里德 - 米尔海姆-斯蒂鲁姆 - 博贝克 - 卡纳普07 |

## 历年冠军
| - 1956/57 本拉特 - 1957/58 林特福特 - 1958/59 杜伊斯堡48/99 - 1959/60 奥斯特弗里德 - 1960/61 新基兴 - 1961/62 杜伊斯堡08 - 1962/63 洪贝格SV - 1963/64 洪贝格SV - 1964/65 博特罗普 - 1965/66 诺伊斯 - 1966/67 博特罗普 - 1967/68 和睦杜伊斯堡 - 1968/69 费尔伯特 - 1969/70 斯特克拉德06/07 - 1970/71 拜耳乌丁根 - 1971/72 米尔海姆-斯蒂鲁姆 - 1972/73 奥里格斯联盟 - 1973/74 雷姆沙伊德 - 1974/75 索林根联盟SG - 1975/76 博霍尔特 | - 1976/77 福尔图娜杜赛尔多夫业余队 - 1977/78 奥林匹亚博霍尔特 - 1978/79 拜耳乌丁根 - 1979/80 哈姆伯恩07 - 1980/81 博特罗普 - 1981/82 维多利亚戈赫 - 1982/83 菲尔森 - 1983/84 雷德 - 1984/85 哈姆伯恩07 - 1985/86 朗根费尔德 - 1986/87 雷德游戏 - 1987/88 韦默尔斯基兴 - 1988/89 卡特恩贝格体育之友 - 1989/90 VfB洪贝格 - 1990/91 普鲁士克雷费尔德 - 1991/92 维尔夫拉特 - 1992/93 红白奥伯豪森 - 1993/94 索林根联盟FC - 1994/95 福尔图娜杜赛尔多夫业余队 - 1995/96 施特拉埃伦 | - 1996/97 普鲁士门兴格拉德巴赫业余队 - 1997/98 奥斯特费尔德山雕 - 1998/99 杜伊斯堡业余队 - 1999/00 费尔伯特 - 2000/01 普鲁士伍珀塔尔 - 2001/02 索林根联盟FC - 2002/03 克莱韦 - 2003/04 TURU杜塞尔多夫 - 2004/05 斯佩尔多夫 - 2005/06 施特拉埃伦 - 2006/07 福尔图娜杜赛尔多夫二队 - 2007/08 红白埃森二队 - 2008/09 斯佩尔多夫 - 2009/10 VfB洪贝格 - 2010/11 乌丁根05 - 2011/12 克雷 - 2012/13 乌丁根05 - 2013/14 霍内佩尔-尼德莫姆特 - 2014/15 费尔伯特 - 2015/16 伍珀塔尔 |